# 甘德堡
甘德堡是伊朗的城市，位於該國東南部，由錫斯坦－俾路支斯坦省負責管轄，海拔高度499米，主要農產品有稻米和棗類，2006年人口10,826，居民大多數是俾路支人。